# Narmada District (Indonesien)
Narmada District (indonesiska: Kecamatan Narmada) är ett distrikt i Indonesien.   Det ligger i provinsen Nusa Tenggara Barat, i den sydvästra delen av landet, 1 100 km öster om huvudstaden Jakarta. Narmada District ligger på ön Lombok Island. Det ligger vid sjön Bendung Jangkok.